# Pirbuterolo
Il  pirbuterolo   è un composto, a breve durata d'azione, spesso venduto come sale acetato, con attività di tipo agonista selettivo sui recettori β2-adrenergici. Come farmaco viene utilizzato per ridurre il broncospasmo in alcune condizioni patologiche quali l'asma bronchiale e la broncopneumopatia cronica ostruttiva.
Pirbuterolo in alcuni paesi viene commercializzato in associazioni precostituite con la teofillina oppure con  corticosteroidi.

## Farmacodinamica
Pirbuterolo è una molecola adrenergica, un agonista selettivo dei recettori β2-adrenergici, particolarmente diffusi a livello della muscolatura liscia bronchiale. La stimolazione di questi recettori da parte del farmaco attiva la adenilciclasi attraverso la proteina Gs stimolatrice e comporta un incremento dell'AMP ciclico endocellulare. L'aumento di AMP ciclico, a sua volta, determina l'attivazione della protein-chinasi A, la quale comporta la fosforilazione della chinasi della catena leggera della miosina, ed inattivazione della miosina, necessaria per la contrazione, con conseguente rilassamento e comparsa di un effetto di tipo broncodilatatore con risoluzione del broncospasmo.

## Farmacocinetica
Dopo assunzione per via inalatoria solo una parte del principio attivo rilasciato dal sistema di erogazione raggiunge le vie respiratorie inferiori. La quota rimanente si deposita nelle vie aeree superiori e nel cavo oro-faringeo. Parte di pirbuterolo che è stato assunto per inalazione penetra nel tratto gastroenterico e viene rapidamente assorbito dallo stesso. L'effetto terapeutico è comunque dovuto all'attività topica a livello delle vie respiratorie. A dimostrazione di ciò le concentrazioni plasmatiche di pirbuterolo restano al di sotto del limite di sensibilità (2-5 ng/ml) anche dopo l'assunzione di dosi che raggiungono gli 800 mcg (il doppio della dose massima raccomandata).
L'emivita plasmatica dopo somministrazione orale è pari a circa due ore.
Dopo somministrazione inalatoria per aerosol circa metà della dose può essere rinvenuta nelle urine sia come farmaco immodificato che come metaboliti coniugati solfati.

## Usi clinici
Il farmaco viene utilizzato nel trattamento del broncospasmo associato all'asma bronchiale e ad altre patologie che comportano occlusione reversibile delle vie respiratorie, come ad esempio la broncopneumopatia cronica ostruttiva.
Può essere utilizzato nella prevenzione del broncospasmo associato all'esercizio fisico.

## Effetti collaterali ed indesiderati
| Tipi di reazioni                  | Comuni (>1/100, <1/10)                       | Non comuni (>1/1.000, <1/100)                                                                                | Rare (>1/10.000, <1/1.000) | Molto rare (<1/10.000) | Frequenza non nota |
| --------------------------------- | -------------------------------------------- | --- | -------------------------- | ---------------------- | ------------------ |
| Disturbi del sistema nervoso      | - Nervosismo, - Tremore - Cefalea - Capogiro | - Depressione - Ansia - Confusione mentale - Insonnia - Ipercinesia - Sincope                                |                            |                        |                    |
| Disturbi cardiaci                 | - Palpitazioni - Tachicardia                 | - Ipotensione - Dolore toracico                                                                              |                            |                        |                    |
| Disturbi respiratori              | - Tosse                                      | |                            |                        |                    |
| Disturbi gastrointestinali        | - Nausea - Vomito                            | - Secchezza delle fauci - Glossite - Stomatite - Dolore addominale - Crampi addominali - Anoressia - Diarrea |                            |                        |                    |
| Disturbi di orecchio, naso, bocca |                                              | - Disgeusia - Odinofagia                                                                                     |                            |                        |                    |
| Disturbi dermatologici            |                                              | - Rash cutaneo - Prurito                                                                                     |                            |                        |                    |

## Controindicazioni
Il farmaco è controindicato nei soggetti con ipersensibilità nota al principio attivo, ad altri β-agonisti, oppure ad uno qualsiasi degli eccipienti della formulazione farmaceutica. Ulteriori controindicazioni sono rappresentate da condizioni predisponenti allo sviluppo di tachiaritmia. Anche lo stato di gravidanza e l'allattamento al seno devono essere considerate condizioni di controindicazione, tranne in quei casi nei quali il beneficio atteso per la madre sia considerato superiore al possibile rischio per il feto. Il farmaco non deve essere somministrato a bambini con meno di 12 anni di età.

## Gravidanza e allattamento
L'uso di pirbuterolo in gravidanza richiede cautela e un'attenta valutazione del rapporto rischio/beneficio. Non esistono studi adeguati sull'impiego del farmaco nelle donne gravide. Si deve inoltre tenere presente la potenziale interferenza del beta agonista sulla contrattilità uterina. Pirbuterolo dovrebbe perciò essere utilizzato in gravidanza solo se il beneficio per la madre giustifica il rischio potenziale per il feto.

La Food and Drug Administration ha classificato la molecola in categoria C per l'impiego in gravidanza. In questa classe sono inseriti farmaci i cui studi sugli animali hanno rilevato effetti dannosi sul feto, teratogenico/letale o altro, e per i quali non sono disponibili studi controllati in donne oppure farmaci per i quali non sono disponibili studi né sull'uomo né sull'animale.
Non è noto se pirbuterolo, dopo dosi terapeutiche per via inalatoria, venga escreto nel latte materno. Anche se uno studio di due anni su ratti da laboratorio ha escluso una potenziale carcinogenicità della molecola, la mancanza di esperienza con l'uso di pirbuterolo in madri che allattano, fa sì che sia opportuno ricorrere all'uso del medicinale solo se i benefici attesi superano i rischi potenziali.

## Interazioni
- Inibitori delle monoamino ossidasi e antidepressivi triciclici: pirbuterolo deve essere somministrato con grande cautela a pazienti in terapia con inibitori delle MAO o antidepressivi triciclici, anche se hanno interrotto la terapia antidepressiva da meno di 2 settimane, poiché l'azione del beta agonista sul sistema cardiovascolare può essere potenziata da tali farmaci. È perciò opportuno considerare terapie alternative nei soggetti in trattamento con questi agenti.
- Diuretici: la contemporanea assunzione di pirbuterolo e diuretici non risparmiatori di potassio (quali ad esempio diuretici dell'ansa o tiazidici) potrebbe causare una riduzione della concentrazione plasmatica di potassio ed alterazioni elettrocardiografiche, specialmente quando il beta agonista viene utilizzato a dosaggi elevati o che eccedono le dosi raccomandate.
- Beta-bloccanti (propranololo, metoprololo, bisoprololo ed altri): la contemporanea somministrazione di farmaci betabloccanti e pirbuterolo non è indicata. Questi agenti possono bloccare l'effetto polmonare del beta-agonista ed anche indurre grave broncospasmo nei pazienti con storia di asma. In particolari circostanze, ad esempio nei soggetti con pregresso infarto del miocardio, il ricorso a beta-bloccanti cardioselettivi può essere preso in considerazione, anche se la loro somministrazione deve sempre avvenire con estrema cautela.